# Rörums socken
För andra betydelser, se Rörums socken (olika betydelser).
Rörums socken i Skåne ingick i Albo härad, ingår sedan 1974 i Simrishamns kommun och motsvarar från 2016 Rörums distrikt.
Socknens areal är 20,25 kvadratkilometer varav 20,21 land. År 2000 fanns här 576 invånare.  Tätorten Vik samt kyrkbyn Rörum med sockenkyrkan Rörums kyrka ligger i socknen.

## Administrativ historik
Socknen har medeltida ursprung. Den tillhörde Danmark fram till 1658 då den och resten av Skåneland tillföll Sverige.
Vid kommunreformen 1862 övergick socknens ansvar för de kyrkliga frågorna till Rörums församling och för de borgerliga frågorna bildades Rörums landskommun. Landskommunen uppgick 1952 i Kiviks landskommun som 1974 uppgick i Simrishamns kommun.
1 januari 2016 inrättades distriktet Rörum, med samma omfattning som församlingen hade 1999/2000.  
Socknen har tillhört län, fögderier, tingslag och domsagor enligt vad som beskrivs i artikeln Albo härad. De indelta soldaterna tillhörde Södra skånska infanteriregementet, Albo kompani och Skånska dragonregementet, Cimbrishamns skvadron, Svabeholms kompani.

## Geografi
Rörums socken ligger vid kusten nordväst om Simrishamn med Linderödsåsen i nordväster. Socknen är en odlingsbygd i öster och skogsbygd i väster.

## Fornlämningar
Boplatser, en långdös och en gånggrift från stenåldern är funna samt några gravar från senare perioder.

## Namnet
Namnet skrevs i mitten av 1100-talet RythaRvmi och kommer från kyrkbyn. Förleden är ryd, 'röjning. Efterleden är rum, 'öppen plats'..

## Historia
Efter snapphanefejderna på 1670-talet införde Sverige hårda straff för den som "dolde, hyste eller härbärgerade" snapphanar. Om det skedde kunde hela socknen dömas till att var tionde mansperson skulle avrättas genom hängning. Rörums socken dömdes till detta straff 1679 men köpte sig fri från dödsstraff genom att betala 600 daler silvermynt i böter.